# Richard Tuttle
Richard Dean Tuttle, né le 12 juillet 1941 à Rahway dans le New Jersey, est un artiste américain postminimaliste. Il a travaillé sur de nombreux médias, dont la sculpture, la peinture, le dessin, l'estampe, le livre d'artiste et les installations,.

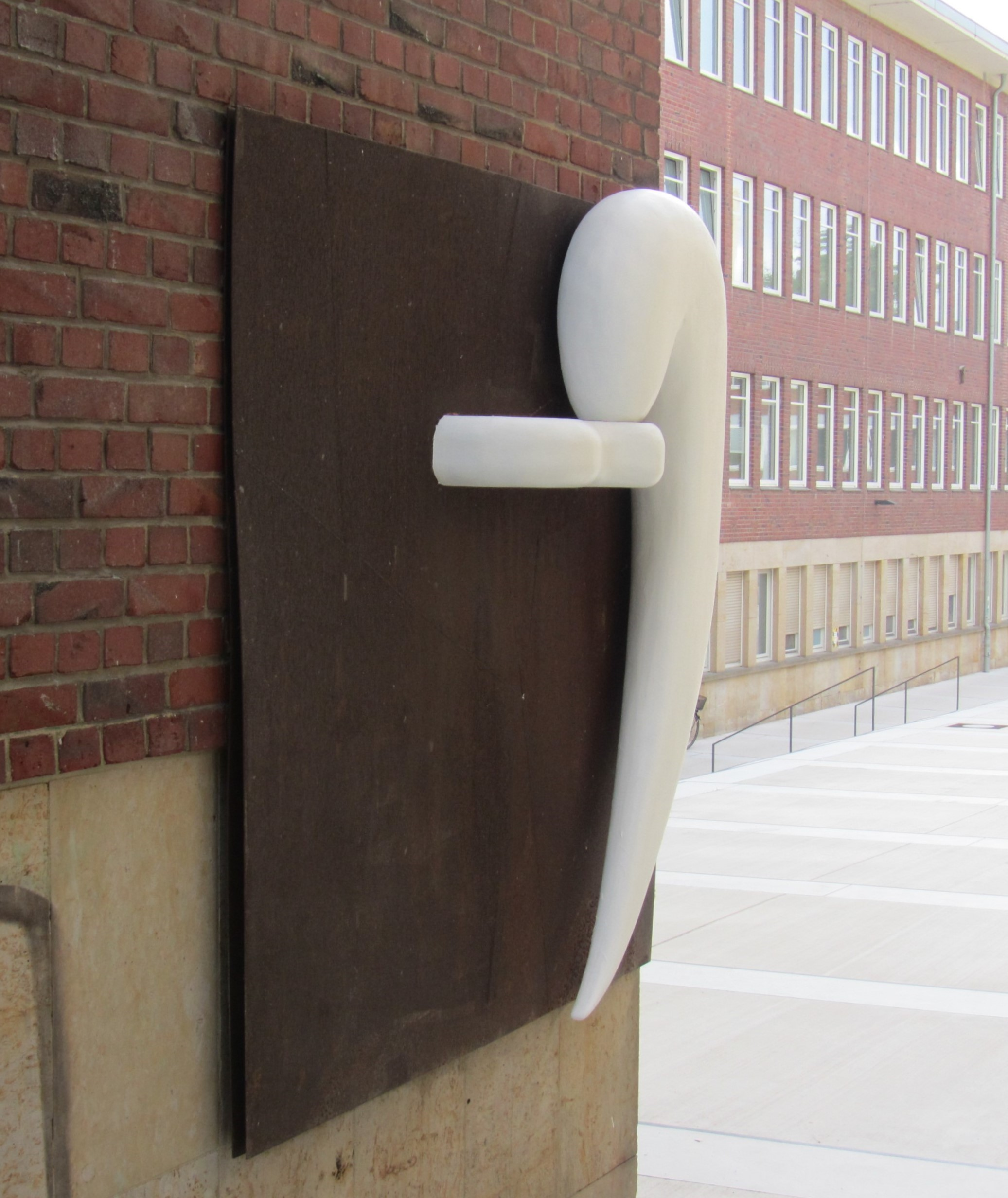
Art and Music I, 1987, Münster, Domplatz/Fürstenberghaus